# Richard Long (actor)
Richard Long (17 de diciembre de 1927 – 21 de diciembre de 1974) fue un actor cinematográfico y televisivo de nacionalidad estadounidense, conocido principalmente por sus primeros papeles en tres series televisivas de la American Broadcasting Company, The Big Valley, Nanny y el profesor y Bourbon Street Beat. Además, fue también intérprete regular de otra serie de ABC, 77 Sunset Strip, entre 1960 y 1962.

## Biografía

### Inicios
Nacido en Chicago, Illinois, Long era el quinto de los seis hijos de Sherman D. Long, un artista comercial con estudio propio, y Dale McCord Long. La familia se asentó en Evanston (Illinois), donde Long estudió en una grammar school. Posteriormente recibió formación en la Lincoln Park High School, en Chicago, y en la Evanston Township High School. La familia se mudó en 1944 a Hollywood, California, completando Long sus estudios en la Escuela Preparatoria Hollywood.
En la Escuela Preparatoria Hollywood, Long fue descubierto por accidente por un cazatalentos de Universal Studios. El director de reparto Jack Murton preguntó a un par de estudiantes si estaba prevista alguna obra teatral en la escuela. Los chicos hablaron a Murton sobre un excelente primer actor, Richard Long.

### Carrera en el cine
En 1946 Long fue elegido para trabajar en su primera película, Tomorrow Is Forever, como Drew, el hijo de Claudette Colbert y Orson Welles. El papel no tuvo intérprete durante meses, y los productores seleccionaron a Long como el más aproximado a las exigencias del personaje.
Al principio de su carrera, Long trabajó en varias cintas como actor juvenil, incluyendo las primeras cuatro de la serie de nueve de Ma and Pa Kettle. En las mismas encarnó a Tom Kettle, el hijo mayor de los personajes interpretados por Percy Kilbride y Marjorie Main. Su segunda película fue el film de Orson Welles The Stranger, en la que fue Noah Longstreet, hermano del personaje de Loretta Young. También fue Jeff Taylor en The Life of Riley, y Frank James en la película de 1950 Kansas Raiders. En 1956, Long hizo un primer papel en Fury at Gunsight Pass (1956).
Fue primer actor en películas de horror como Cult of the Cobra (1954) y House on Haunted Hill (1959), y en 1963 actuó en el musical romántico de MGM Follow the Boys, junto a Connie Francis, Paula Prentiss, y Roger Perry.

### Televisión
Long consiguió un éxito considerable en la televisión, empezando con la serie detectivesca de Warner Brothers Bourbon Street Beat (1959–1960), interpretada junto a Andrew Duggan, Van Williams, y Arlene Howell.
También actuó en diferentes episodios de shows como Hey, Jeannie!, The Twilight Zone, 77 Sunset Strip y  The Tenderfoot (1964), una producción perteneciente al programa  Walt Disney's Wonderful World of Color. Fue el recurrente "Gentleman Jack Darby" en cuatro episodios de la serie western de ABC/WB Maverick, emitidos a partir de 1958. Su personaje únicamente aparecía en escena con Jack Kelly, nunca con otros miembros del reparto, como James Garner o Roger Moore. Gentleman Jack Darby fue creado por el productor de Maverick Roy Huggins, con la idea de reemplazar a "Dandy Jim Buckley," que interpretaba Efrem Zimbalist, Jr., tras dejar Zimbalist Maverick para rodar una serie propia, 77 Sunset Strip.
Cinco meses antes de ser elegido para Bourbon Street Beat, Long fue el Capitán Clayton Raymond en el episodio "The Vultures" (26 de abril de 1959), en otra serie de ABC/WB, Sugarfoot, con Will Hutchins en el papel del título. En dicho episodio trabajaban también Faith Domergue, Alan Marshal y Philip Ober.
En 1963, Long fue artista invitado en "Hear No Evil", capítulo perteneciente a Going My Way, una serie dramática de ABC protagonizada por Gene Kelly. Ese mismo año fue Eddie Breech en "Blood Bargain", episodio del programa de CBS The Alfred Hitchcock Hour. En 1965, a los 38 años de edad, Long empezó a interpretar su papel de Jarrod Barkley, el hijo mayor de Victoria Barkley (Barbara Stanwyck), en 112 capítulos de The Big Valley, la última de las grandes series producidas por Four Star Television, un western emitido por ABC desde 1965 a 1969. Long dirigió también algunos de los capítulos de The Big Valley. Antes, en 1953, Long había tenido la oportunidad de actuar junto a Stanwyck en All I Desire.
En la temporada 1970–71, él y Juliet Mills protagonizaron la sitcom de ABC Nanny y el profesor. En 1973 trabajó con Julie Harris en otra serie, Thicker than Water, que se emitió un corto tiempo. 
Long finalizó un telefilm titulado Death Cruise poco antes de fallecer a los 47 años de edad.

### Vida personal
Long sirvió en el Ejército de los Estados Unidos dos años, durante la guerra de Corea, siendo destinado a Fort Ord, California, junto con los actores Martin Milner, David Janssen, y Clint Eastwood, recibiendo más adelante nuevo destino en Tokio, Japón.
Long se casó dos veces: su primera esposa, la cantante y actriz Suzan Ball, con la que se había casado catorce meses antes, falleció a causa de un osteosarcoma en 1955, a los 21 años de edad. Ellos se habían conocido en 1953, después de haber recibido ella el diagnóstico de cáncer. A Ball le amputaron la pierna derecha a principios de 1954, y se casaron en abril.
En 1957 se casó con la actriz y modelo Mara Corday en Las Vegas, con la que tuvo tres hijos: Carey (1957–2008), Valerie (nac. 1958) y Gregory (nac. 1960). Long era cuñado del actor Marshall Thompson, con el cual trabajó en el film de 1955 Cult of the Cobra.
Richard Long tuvo problemas cardiacos a lo largo de su vida adulta, y sufrió un infarto agudo de miocardio a finales de los años 1950. Había sufrido en su niñez una neumonía, la cual podría haber producido efectos secundarios cardiacos. Era además un fumador y bebedor empedernido. Tras tener varios infartos, hubo de ser hospitalizado en su último mes de vida, falleciendo el 21 de diciembre de 1974 en Tarzana, Los Ángeles, solo cuatro días después de cumplir los 47 años. Sus restos fueron incinerados, y las cenizas esparcidas en el mar.

## Galería fotográfica

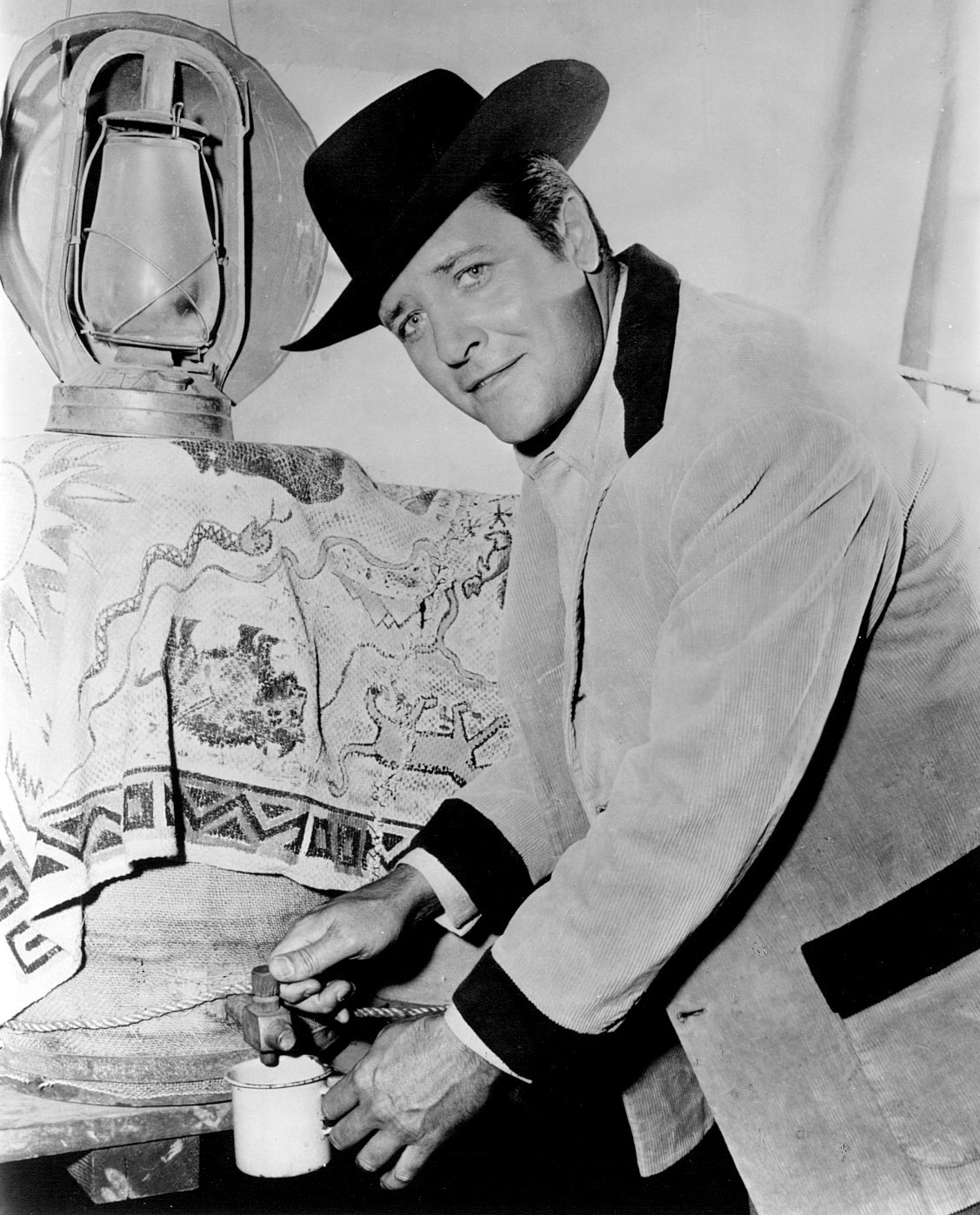
Richard Long en The Big Valley (1965)
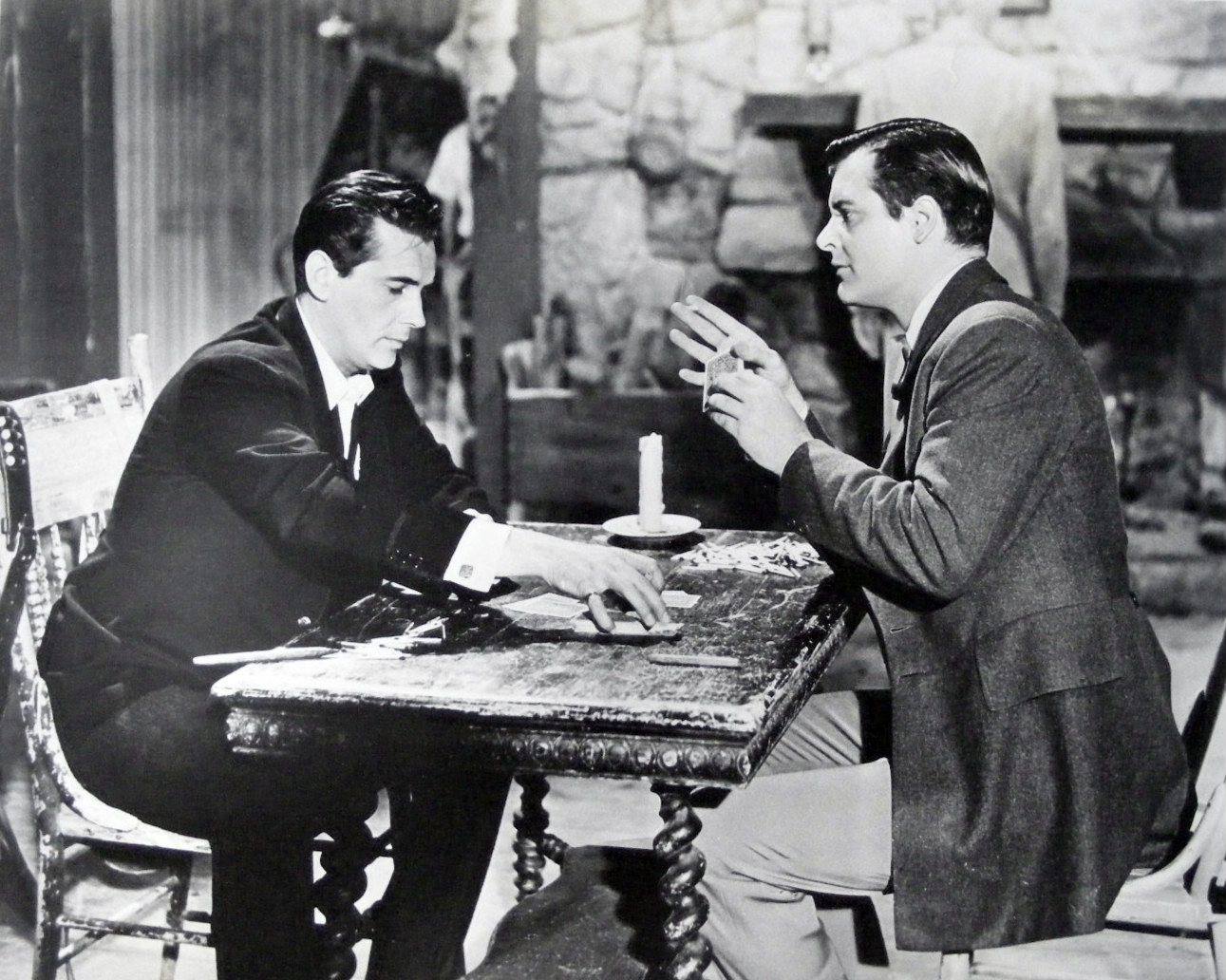
Jack Kelly y Long en Maverick
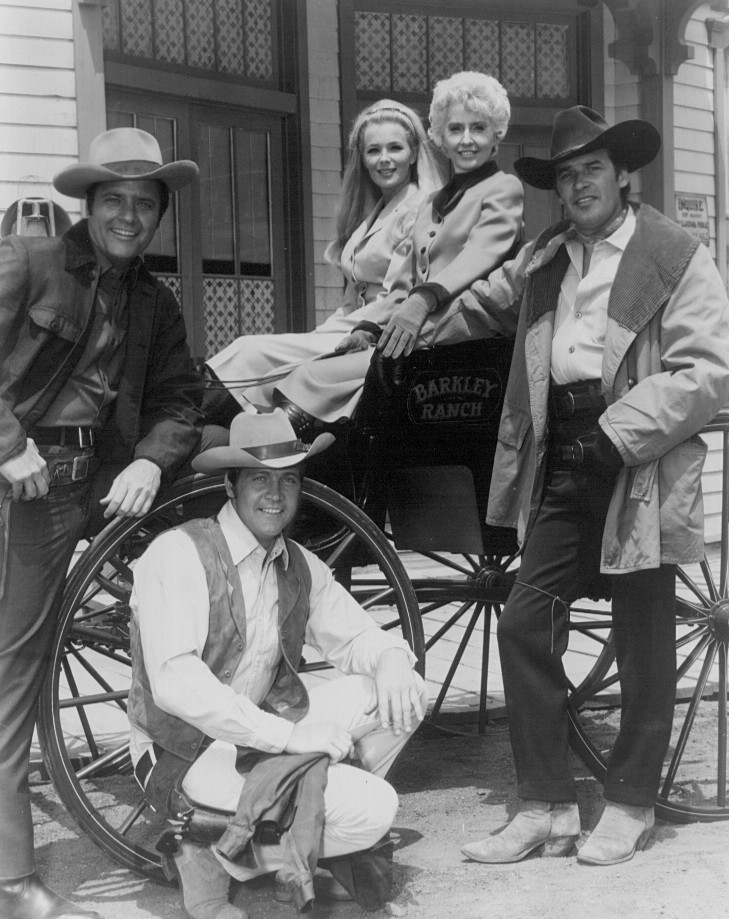
Reparto de The Big Valley. Izq. a der.: Richard Long, Linda Evans, Barbara Stanwyck, Peter Breck y Lee Majors en la rueda de la carreta
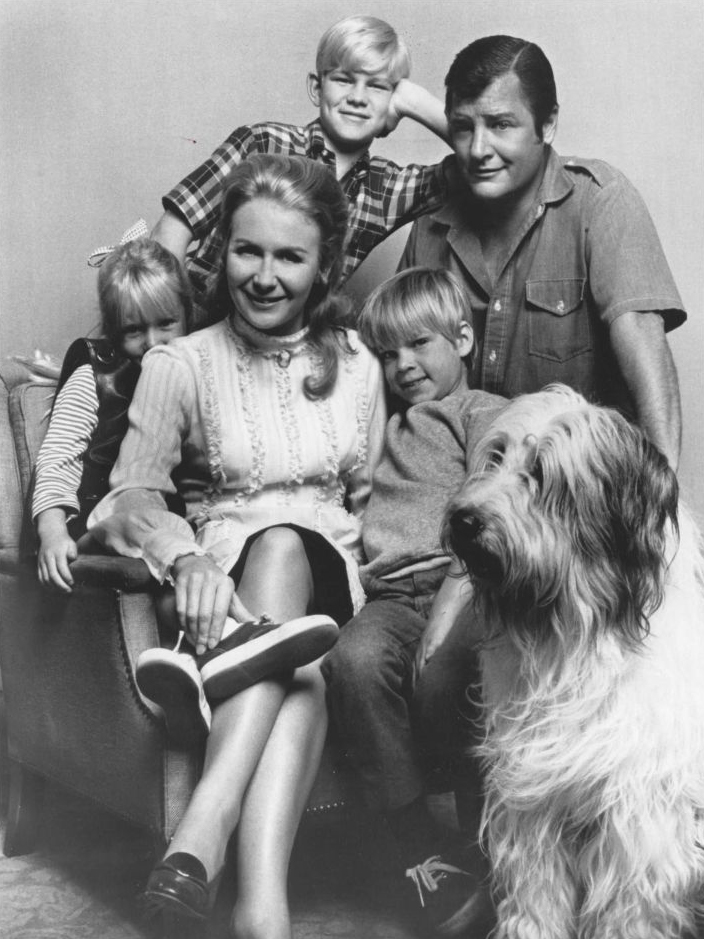
Reparto de Nanny y el profesor, detrás, de izq. a der.: David Doremus y Richard Long; delante, de izq. a der.: Kim Richards, Juliet Mills, Trent Lehman y el perro Waldo
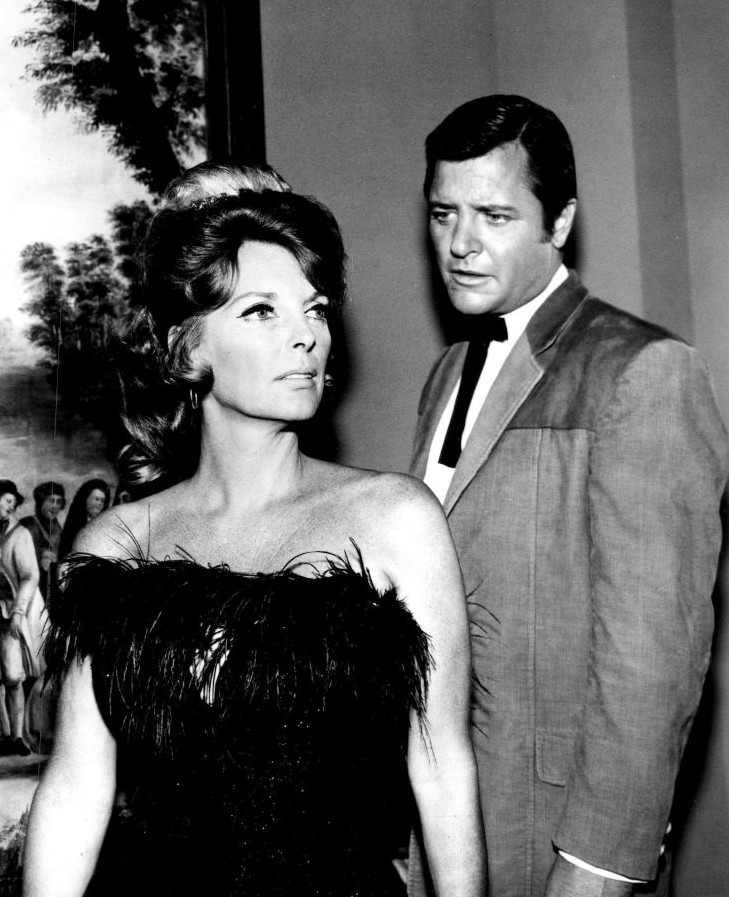
Richard Long y Julie London en The Big Valley, episodio "They Called Her Delilah"

## Filmografía

### Cine
- Tomorrow Is Forever, de Irving Pichel (1946)
- The Stranger, de Orson Welles (1946)
- A través del espejo, de Robert Siodmak (1946)
- The Egg and I, de Chester Erskine (1947)
- Tap Roots, de George Marshall (1948)
- Ma and Pa Kettle, de Charles Lamont (1949)
- The Life of Riley, de Irving Brecher (1949)
- Criss Cross, de Robert Siodmak (1949)
- Ma and Pa Kettle Go to Town, de Charles Lamont (1950)
- Kansas Raiders, de Ray Enright (1950)
- Air Cadet, de Joseph Pevney (1951)
- Ma and Pa Kettle Back on the Farm, de Edward Sedgwick (1951)
- Back at the Front, de George Sherman (1952)
- All I Desire, de Douglas Sirk (1953)
- The All American, de Jesse Hibbs (1953)
- Saskatchewan, de Raoul Walsh (1954)
- Playgirl, de Joseph Pevney (1954)
- Cult of the Cobra, de Francis D. Lyon (1955)
- Fury at Gunsight Pass, de Fred F. Sears (1956)
- He Laughed Last, de Blake Edwards (1956)
- Tokyo After Dark, de Norman T. Herman (1959)
- House on Haunted Hill, de William Castle (1959)
- Follow the Boys, de Richard Thorpe (1963)
- Juokse kuin varas, de Åke Lindman y Richard Long (1964)
- The Girl Who Came Gift-Wrapped, de Bruce Bilson (1974) - film tv
- Death Cruise, de Ralph Senensky (1974) - film tv

### Televisión
- Lux Video Theatre: episodio 4.30 (1954)
- Climax!: episodio 1.31 (1955)
- Screen Directors Playhouse: episodio 1.11 (1955)
- The United States Steel Hour: episodios 1.12 (1954) y 3.15 (1956)
- TV Reader's Digest: episodios 1.14 (1955) y 2.32 (1956)
- Hey, Jeannie!: episodio 1.10 (1956)
- Schlitz Playhouse of Stars: episodio 6.17 (1957)
- Suspicion: episodio 1.1 (1957)
- Alcoa Theatre: episodio 1.8 (1958)
- Wagon Train: episodio 1.21 (1958)
- Have Gun – Will Travel: episodio 1.22 (1958)
- The Millionaire: episodio 4.23 (1958)
- Matinee Theatre (1956-1958) – 5 episodios
- The Further Adventures of Ellery Queen: episodio 1.14 (1959)
- Sugarfoot: episodio 2.17 (1959)
- Lawman: episodio 1.34 (1959)
- Maverick: episodios 2.3 (1958), 2.10 (1958), 2.13 (1958) y 3.14 (1959)
- Bourbon Street Beat (1959-1960) – 37 episodios
- Intriga en Hawái: episodio 2.13 (1960)
- Target: The Corruptors: episodio 1.14 (1961)
- Thriller: episodio 2.15 (1962)
- Tales of Wells Fargo: episodio 6.21 (1962)
- Outlaws: episodio 2.20 (1962)
- Alfred Hitchcock presenta: episodio 7.33 (1962)
- Going My Way: episodio 1.29 (1963)
- The Alfred Hitchcock Hour: episodio 2.5 (1963)
- 77 Sunset Strip (1958-1963) – 28 episodios
- The Twilight Zone: episodios 3.27 (1962) y 5.17 (1964)
- Disneyland: episodios 11.4 (1964), 11.5 (1964) y 11.6 (1964)
- The Crisis: episodio 2.16 (1965)
- The Big Valley (1965-1969) – 112 episodios
- Love, American Style: episodio 1.24 (1970)
- Nanny y el profesor (1970-1971) – 54 episodios
- Thicker Than Water (1973) - 9 episodios
- The ABC Saturday Superstar Movie (1972-1973) – 3 episodios (voz)